# Гаудіополіс
Гаудіополіс (дослівно — Місто радості; від латинського слова Gaudium — радість та давньогрецького πόλις — місто) — самоврядна дитяча республіка в Будапешті після Другої світової війни.

## Історія
Лютеранський пастор Габор Штехло з Будапешта врятував сотні євреїв від нацистських і угорських фашистських переслідувань під час Другої світової війни. Після виснажливої облоги і штурму взимку 1944/1945 років місто лежало в руїнах, більшість будівель були зруйновані або пошкоджені і в березні пастор створив дитячий притулок в одному з районів Буди, який зазнав менших пошкоджень від бомбардувань у порівнянні з прилеглими територіями. Для притулку він використав занедбану віллу на  Budaskeszi Út.У цьому закладі мешкали єврейські діти, які мали надію повернутися до своїх родин, а також сироти і діти, яких залишили їхні батьки.
Поступово кількість дітей збільшувалася і притулок розширювався, були зайняті декілька інших пустих будівель, що знаходилися в цьому районі. Діти регулярно навчалися в школі, яке забезпечували вчителі-ідеалісти. Пастор Штехло бажав, щоб його вихованці подолали соціальні межі і виросли незалежними та критичними громадянами. У листопаді 1945 року в притулку мешкало понад 200 дітей і були проведені загальні збори у приймальні головної вілли. У своєму виступі пастор Штехло закликав створити республіку і вийшов з кімнати. Потім виникло питання про те, чи потрібна їм якась конституція. Про це дискутували і швидко домовились, що, серед іншого, така конституція повинна гарантувати право на освіту і включати пункт про заборону війни. Ласло Кевехазі був призначений прем'єр-міністром, тоді як пастор Штехло одноголосно був обраний почесним президентом республіки.
У республіці були регулярні засідання кабінету міністрів, валюта під назвою «Гапо долар» (пов'язана за вартістю з ціною на трамвайні квитки в Будапешті) і газета «Гапо-Маті», яка критично повідомляла про урядові процедури. Окрім конституції, також був розроблений кодекс законів. Були проведені вибори для призначення суддів, начальника поліції і представників від всіх кімнат кожної вілли. Дітей розподіляли по різних віллах відповідно до їх статі та віку. Найстарші хлопці мешкали у «Віллі вовків», тоді як інші будинки мали такі назви, як «Вілла з ластівками», «Веселкова вілла» і «Вілла з білками». Дівчата мешкали в «Дівчачому замку» і не мали права брати участь у виборах. Однією з найважливіших особливостей життя в Гаудіополісі була робота для потреб громади. Громадяни повинні були ознайомитися з різними професійними напрямами на відповідних майстер-класах. Кожен повинен був зробити свій внесок у вирішення проблем, що виникли у спільному житті всієї громади.
Основними проблемами, з якими стикався Гаудіополіс, були відсутність коштів та їжі для дітей, що змусило їх одноголосно внести в конституцію поправку, яка дозволяє крадіжки в певних ситуаціях. За клопотаннями пастора Штехло республіка отримала трохи грошей від тимчасового угорського уряду, а в 1946 році їм була надана допомога від Червоного Хреста.
У березні 1946 року підняли повстання між 12 і 16-річними дітьми через відсутність представництва та участі в уряді. Прем'єр-міністр Кевехазі подав у відставку, і після виборчої кампанії було обрано новий уряд, який представляв дітей усіх вікових груп.
Щоб відвернути увагу дітей від спогадів про біль і страждання, організовувались регулярні заходи — танці, перегляди фільмів і лекції відомих письменників, лікарів, театральних режисерів тощо.
У 1950 р. або 1951 р. за сталіністського режиму Матіаса Ракоші дитячий будинок був націоналізований, а проект «Гаудіополіс» закритий.
Багато з жителів Гаудіополіса стали вченими, лікарями, юристами, пасторами і бізнесменами. Серед них — лауреат Нобелівської премії з хімії Джордж Олах та лондонський письменник і журналіст Матяс Саркозі. Колишні вихованці Гаудіополіса щорічно збираються, щоб згадати своє минуле і вшанувати пастора Штехло.